# アナトリー・ルキヤノフ
アナトリー・イヴァノヴィチ・ルキヤノフ（ロシア語: Анато́лий Ива́нович Лукья́нов, ラテン文字転写: Anatoly Ivanovich Lukyanov、1930年5月7日 - 2019年1月9日）は、ソビエト連邦及びロシア連邦の政治家、法学博士。詩人として、アナトリー・オセニェフ（ロシア語: О́сенев）およびドネプロフ（ロシア語: Днепро́в）のペンネームを持つ。

## 来歴・人物

### ソ連時代
1930年5月7日、スモレンスクに生まれる。
1941年に父親を大祖国戦争で亡くす。苦学しながらも、モスクワ大学法学部に入学する。ミハイル・ゴルバチョフは学生時代の友人であった。ソ連共産党に入党し、中央の国家機関などで党官僚の道を歩む。
1956年、ソ連閣僚会議法律委員会上級コンサルタント。
1968年、「プラハの春」鎮圧後のチェコスロバキアに赴き、チェコスロバキア共産党及びチェコスロバキア青年共産同盟の法律的助言者となる。
1969年、ソ連最高会議幹部会副部長。
1976年、ソ連共産党中央委員会に勤務する。
1981年、ソ連共産党中央監査委員に選出される。
1985年、ゴルバチョフがソ連共産党書記長に就任すると、書記長官房とも呼べる総務部長の要職に就任する。
1987年党中央委員会書記兼行政機関部長に就任し、この間監督責任者として、閣僚会議下の行政省庁に影響力を及ぼす。
1988年政治局員候補となる。同年ゴルバチョフがソ連最高会議幹部会議長（国家元首）を兼摂すると、補佐役として最高会議幹部会第一副議長に就任。
1989年にソビエト連邦人民代議員大会が新設されると最高会議は人民代議員大会の常設機関に改められ、第一副議長に就任。
1990年にゴルバチョフが大統領に就任すると後任の最高会議議長となり、最高会議の議事運営に当たった。1989年2月24日の昭和天皇の大喪の礼と、1990年11月12日の天皇明仁（現・上皇）の即位の礼には、ソ連代表として参列するために訪日している。
ゴルバチョフの学友として、また、腹心の部下として、極めて親しい関係にあると見なされていたが、ボリス・エリツィンは著書『告白』の中で、「ひどく短気で怒りっぽくなってきた」と、その人格の変化ないし二重性を指摘していた。ルキヤノフ自身も、自己分析の中で「政治家としての自分と、法律家としての自分、そして詩人としての自分がいる」と語っている。ルキヤノフはゴルバチョフに近い中道派であると見られていたが、一方では、ソ連の国家体制に関して絶対的な信念に近いものを持っていた。このため、新連邦条約をめぐってゴルバチョフが改革派に舵を切ると、ルキヤノフは保守派に接近し、結果的に1991年の8月クーデターの黒幕となる。慎重なルキヤノフは国家非常事態委員会のメンバーには名を連ねていなかったが、クーデターの失敗により捜査が彼の身辺にも及ぶと、8月末に逮捕・収監された。

### 新生ロシアでの活動
1992年12月に恩赦により釈放されたルキヤノフは、翌1993年ソ連共産党の後身であるロシア連邦共産党に入党し、党中央委員会幹部会員に選出される。1993年12月の連邦議会選挙で共産党からスモレンスク州小選挙区で立候補し、ロシア連邦議会下院代議員に当選し、政治的に復権を果たした。
1995年12月の下院選挙ではロシア共産党推薦で再選を果たす。当選後は院内会派ロシア連邦共産党に所属し、1996年には党首ゲンナジー・ジュガーノフの顧問になった。
1999年の下院選挙でも再選されたが、2003年の下院選挙には出馬せず、モスクワ大学法学部教授となった。レフ・グミリョフの友人でもあったとされる。ロシア共産党中央諮問委員会の委員長、及びロシア作家同盟のメンバーを務めた。
2019年1月9日死去。88歳没。